# Chester E. Holifield

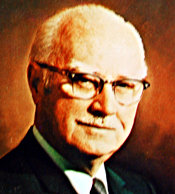
Chester E. Holifield

Chester Earl Holifield (* 3. Dezember 1903 in Mayfield, Kentucky; † 6. Februar 1995) war ein US-amerikanischer Politiker. Zwischen 1943 und 1974 vertrat er den Bundesstaat Kalifornien im US-Repräsentantenhaus.

## Werdegang
Im Jahr 1912 zog Chester Holifield mit seinen Eltern nach Springdale in Arkansas, wo er die öffentlichen Schulen besuchte. Danach zog er im Jahr 1920 nach Montebello in Kalifornien. Dort betätigte er sich zwischen 1920 und 1943 als Hersteller und Verkäufer von Herrenbekleidung. Gleichzeitig schlug er als Mitglied der Demokratischen Partei eine politische Laufbahn ein. Von 1934 bis 1938 war er deren regionaler Vorsitzender im Los Angeles County. Danach war er bis 1940 Parteivorsitzender im zwölften Kongresswahlbezirk. Von 1940 bis 1964 nahm er als Delegierter an allen Democratic National Conventions teil.
Bei den Kongresswahlen des Jahres 1942 wurde Holifield im 19. Wahlbezirk von Kalifornien in das US-Repräsentantenhaus in Washington, D.C. gewählt, wo er am 3. Januar 1943 die Nachfolge von Harry R. Sheppard antrat. Nach 15 Wiederwahlen konnte er bis zu seinem Rücktritt am 31. Dezember 1974 fast 16 Legislaturperioden im Kongress absolvieren. In seine Zeit im Kongress fielen das Ende des Zweiten Weltkrieges, der Beginn des Kalten Krieges, der Koreakrieg, der Vietnamkrieg sowie innenpolitisch die Bürgerrechtsbewegung und die Watergate-Affäre. Von 1969 bis 1975 war Holifield Vorsitzender des Committee on Government Operations. Außerdem führte er zeitweise den Vorsitz im Atomenergieausschuss. Im Jahr 1946 gehörte er einer von Präsident Harry S. Truman eingesetzten Kommission zur Untersuchung der Auswirkungen der Atombombentests auf dem Bikini-Atoll an. Holifield war auf mehreren internationalen Konferenzen zu den Themen Atomenergie, nukleare Waffen, Wasserentsalzung und Abrüstung Vertreter des Kongresses.
1974 verzichtete Holifield auf eine weitere Kandidatur. Er legte am 31. Dezember 1974, vier Tage vor dem regulären Ende der Legislaturperiode, sein Mandat nieder. Nach dem Ende seiner Zeit im US-Repräsentantenhaus arbeitete er wieder in der Textilbranche, wo er weiterhin Herrenkleidung herstellte und verkaufte.